# Communication préalable
Dans les procédure civile des pays de common law, la communication préalable (ou enquête préalable) (anglais ː discovery) est la « [traduction] divulgation obligatoire, à la demande d'une partie, d'informations relatives au litige ».

## Droit par pays

### Canada

#### Ontario
En procédure civile ontarienne, les Règles de procédure civile définissent l'enquête préalable comme étant la « communication des documents, interrogatoire préalable, inspection des biens et examen médical d’une partie aux termes des Règles 30 à 33. »
L'article 29.01.03 énonce l'exigence d'un plan d'enquête préalable. La règle 29.2 crée une exigence de proportionnalité dans l'enquête préalable. La règle 30 énonce des règles de communication de documents. La règle 31 dispose de la manière dont doit se dérouler l'interrogatoire préalable. La règle 32 donne le pouvoir au tribunal de procéder à l'inspection de biens meubles ou immeubles. La règle 33 énonce comment doivent se dérouler les examens médicaux des parties, le cas échéant.

#### Québec
Le Code de procédure civile du Québec est construit comme un code procédure civile de type civiliste et n'énonce pas explicitement la notion d'enquête préalable ou de communication préalable. Par contre, il contient des éléments communs avec la procédure civile des territoires de common law et il prévoit sensiblement les mêmes mécanismes procéduraux que les règles ontariennes sous le titre III du Livre II  intitutlé « La constitution et communication de la preuve avant l'instruction », mais à des endroits différents de la loi et pas dans une seule et même section, dont notamment ː 
- L'interrogatoire préalable à l'instruction (art. 221-222 CPC)[9]
- Le respect du principe de proportionnalité  (art. 16 CPC[10]) et les restrictions à la communication de la preuve tout au long des dispositions du titre III pour assurer le respect de la proportionnalité.
- La communication de documents à l'occasion d'un interrogatoire préalable (art. 221 CPC)
- La possibilité pour le juge de visiter les lieux du litige (art. 267 CPC[11])
- La possibilité de demander l'examen physique ou mental d'une partie (art. 242-245 CPC [12])

### États-Unis
Dans les Federal Rules of Civil Procedure, les règles de communication préalable sont aux articles 26 à 37 FRCP.
- La règle 26 énonce un devoir de divulgation de la preuve et énonce des dispositions générales concernant la communication préalable.
- La règle 27 autorise les interrogatoires préalables pour perpétuer les témoignages, lorsqu'il y a un risque que le témoin sera absent plus tard.
- La règle 28 énonce qui est autorisé à effectuer des interrogatoires préalables.
- La règle 29 dispose que les parties peuvent convenir des modalités de la procédure de communication préalable.
- La règle 30 énonce les procédures pour les interrogatoires oraux.
- La règle 31 énonce les procédures pour les interrogatoires écrits.
- La règle 32 règlemente l'utilisation des interrogatoires préalables lors de procédures judiciaires.
- La règle 33 limite le nombre d'interrogatoires pouvant être adressés à une partie.
- La règle 34 concerne la production de documents et le stockage électronique d'informations.
- La règle 35 concerne les examens médicaux ou psychologiques.
- La règle 36 concerne la possibilité d'adresser une demander à l'autre partie de passer aux aveux.
- La règle 37 concerne les conséquences du refus de divulguer la preuve ou de collaborer à la procédure de communication préalable.

### Angleterre-et-Galles (Royaume-Uni)
Dans les Civil Procedure Rules, le terme employé est disclosure (divulgation) plutôt que discovery (communication préalable), mais les règles sont similaires. Les règles relatives à la divulgation de documents sont à la partie 31 CPR.